# Сельское хозяйство Кубы
Сельское хозяйство Кубы — часть экономики Кубы.
На долю сельского, лесного хозяйства и рыболовства приходится 5 % ВВП — в этих отраслях занято 25 % рабочей силы (промышленности и строительства — 34 % (24 % экономически активного населения), сферы услуг — 58 %).
Одной из главных сельскохозяйственных культур является сахарный тростник. Главной зерновой культурой является рис, также выращивают маниок, кукурузу и др.
Развиты овощеводство (выращивают помидоры, лук, перец и др.) и пчеловодство (см. Пчеловодство на Кубе).

## Растениеводство
Растениеводство: 
выращивание овощей на острове имело место ещё в колониальные времена (по переписи 1792 года, на Кубе насчитывалось 478 плантаций сахарного тростника, 399 крупных скотоводческих ферм и 7814 мелких земельных владений, занимавшихся табаководством, овощеводством и скотоводством).
В связи с нехваткой рабочей силы, начинается ввоз негров-рабов, труд которых используется на рудниках, табачных и сахарных плантациях (первая партия из 500 человек прибыла в 1524 году, в дальнейшем их количество увеличивается).
До начала XVII века основной формой землевладения являлись крупные скотоводческие хозяйства, но с начала XVII века начинается вывоз в Испанию сахара, а несколько позднее — и табака. 
11 апреля 1717 года король Испании Филипп V подписал указ «Estanco del Tabaco» о введении на Кубе табачной монополии.
В 1717, 1721 и 1723 гг. по Кубе прокатились восстания крестьян, требовавших отмены табачной монополии, которая ограничивала производство табака. В результате, в 1762—1763 гг., во время захвата острова англичанами здесь был введён режим свободы торговли, а Испания, возвратившая остров в следующем году, была вынуждена на некоторое время смягчить ограничения. 
В середине XVIII века начинается процесс дробления скотоводческих латифундий, на месте которых возникают сахарные и табачные плантации, окончательно складывается класс землевладельцев-креолов. В конце XVIII века на Кубе имелось 478 плантаций сахарного тростника и свыше 8814 мелких владений (скотоводов, табаководов и др.).
23 июня 1817 года табачная монополия была отменена. В том же году был введён запрет на работорговлю (однако на практике, использование рабов по-прежнему продолжалось).
В 1830-е годы появляются первые табачные и сигарные фабрики, начинается процесс концентрации в сахарном производстве: мелкие предприятия («инхенио») вытесняют крупные «сентрали», на которых применяется труд колонов и наёмных рабочих.
Десятилетнее восстание под руководством Карлоса Мануэля Сеспедеса (с 1868 года) привело к освобождению негров-рабов. Это привело к обострению противоречий в аграрном секторе экономики.
В 1898 году, после окончания войны за независимость Куба перешла под контроль США (американская оккупация острова продолжалась до 20 мая 1902 года, в 1903 году была принята «поправка Платта», разрешавшая США вводить на Кубу войска без санкции со стороны правительства). Таким образом, Куба была фактически превращена в полуколонию США.
На начало 1930-х годов Куба представляла собой типичную тропическую полуколониальную страну. Основой экономики являлось монокультурное сельское хозяйство. Основными экспортными товарами были тростниковый сахар и табак (в 1934 году они составляли свыше 90 % объёма экспорта), в меньшей степени — кофе, какао, тропические фрукты (бананы, ананасы, грейпфруты и др.), кокосовые орехи. При этом, посевы кукурузы, риса и пшеницы для внутреннего употребления были сравнительно невелики, и не обеспечивали потребности страны в продовольствии (35 % импорта составляли продукты питания). 
После Второй мировой войны уже одной из основных овощеводческих культур являлись помидоры. В период с 1948-1949 до 1952—1953 гг. общая площадь полей с ними составляла в среднем около 6 тыс. га, годовой сбор помидоров — в среднем около 40 тыс. тонн.
В начале 1950-х годов кукуруза, рис, бобовые, земляной орех, помидоры и бананы были главными продовольственными культурами. В это время Куба по-прежнему оставалась отсталой страной с монокультурным сельским хозяйством, в котором выращивание сахарного тростника в ущерб основным продовольственным культурам заставляло ввозить 35 % потребляемого продовольствия (в том числе, почти целиком — пшеницу, рис и кукурузу). В это время овощеводство было развито преимущественно в западной части страны, основными культурами являлись помидоры, баклажаны и перец. При этом, удобрения в сельском хозяйстве практически не применяли. Значительная часть ранних овощей, снимаемых в зимние месяцы, вывозилась в США.
1959—1991
После победы Кубинской революции в январе 1959 года США прекратили сотрудничество с правительством Ф. Кастро и стремились воспрепятствовать получению Кубой помощи из других источников. Власти США ввели санкции против Кубы, а 10 октября 1960 года правительство США установило полное эмбарго на поставки Кубе любых товаров (за исключением продуктов питания и медикаментов).
В 1959 году Куба являлась отсталой аграрной страной с преобладанием экстенсивного сельского хозяйства и избытком малоквалифицированной рабочей силы (четверть взрослого населения была неграмотной), используемой сезонно. У республики не было реальных возможностей (необходимых накоплений для капиталовложений, валютных резервов и квалифицированной рабочей силы) для быстрой индустриализации и создания многоотраслевой экономики, поэтому в первые годы после революции был взят курс на преимущественное развитие и техническое оснащение традиционных отраслей сельского хозяйства, а также связанных с ним пищевых производств.
После революции 1959 года, с целью уменьшить зависимость экономики страны от уровня мировых цен на сахар, существенно увеличилось производство цитрусовых (c 86 тыс. тонн в 1959 году до 786 тыс. тонн в 1986 году), а также производство кофе.
Во время Карибского кризиса в октябре 1962 года корабли военно-морского флота США установили военно-морскую блокаду Кубы в виде карантинной зоны в 500 морских миль вокруг берегов Кубы, блокада продолжалась до 20 ноября 1962 года. Имевшее основания опасаться возобновления блокады острова в условиях продолжавшейся «холодной войны», правительство активизировало деятельность по достижению независимости страны от импорта продовольствия.
При помощи СССР и других социалистических стран начались механизация сельского хозяйства и увеличение собственного производства удобрений, а также развитие консервной промышленности, обеспечившей переработку выращенных помидоров в широкий ассортимент консервов в стеклотаре и жестяных банках.
В 1966 году положение в сельском хозяйстве страны осложнилось, в связи с ущербом, нанесённым циклонами «Альма» (в июне 1966 года) и «Инес» (в сентябре – октябре 1966 года). 
В связи с диверсификацией растениеводства (для снижения риска неурожая) площади под помидорами сократились, в 1970 году общая площадь полей под культурой составляла 4 тыс. га, годовой сбор помидоров — 50 тыс. тонн.
В начале 1970-х годов помидоры, лук, тыква, перец и огурцы являлись главными овощными культурами, они выращивались круглый год на открытом грунте практически повсеместно.
12 июля 1972 года Куба вступила в Совет экономической взаимопомощи (СЭВ), и правительством Кубы была принята комплексная программа социалистической экономической интеграции, в соответствии с которой началось внедрение стандартов стран СЭВ (в том числе, в консервной промышленности). Значительную помощь в организации промышленного консервирования продукции в 1980-е годы оказала Болгария, в дальнейшем специалистами кубинской пищевой промышленности были самостоятельно разработаны новые виды консервов из помидоров (в качестве примера можно привести томатный соус «La Manzanillera» и кетчуп «Taoro»).
В 1976 году сбор помидоров составил 184,2 тыс. тонн (производство консервированных помидоров — 29,8 тыс. тонн), в 1977 — 193,9 тыс. тонн.
В дальнейшем, в провинции Камагуэй было освоено выращивание помидоров на гидропонных фермах.
После 1991
Распад СССР и последовавшее разрушение торгово-экономических и технических связей привело к ухудшению состояния экономики Кубы в период после 1991 года. Правительством Кубы был принят пакет антикризисных реформ, введён режим экономии.
В октябре 1992 года США ужесточили экономическую блокаду Кубы и ввели новые санкции (Cuban Democracy Act). 
В середине 1990-х годов положение в экономике страны стабилизировалось. 12 марта 1996 года конгресс США принял закон Хелмса-Бёртона, предусматривающий дополнительные санкции против иностранных компаний, торгующих с Кубой. Судам, перевозящим продукцию из Кубы или на Кубу, запрещено заходить в порты США. 
Осенью 2020 года ураган "Эта" нанёс ущерб сельскому хозяйству страны, пострадали 12 культур (утраченной оказалась часть урожая бананов, табака, кофе, какао, помидоров, фасоли, бониато, маниока, кукурузы и риса).
- Цитрусоводство на Кубе
- Производство картофеля на Кубе
- Производство кофе на Кубе
- Производство кукурузы на Кубе
- Производство помидоров на Кубе — помидоры являются одной из значимых продовольственных культур, они широко используются в целом ряде блюд традиционной кубинской кухни
- Производство риса на Кубе
- Производство хенекена на Кубе
- Производство маниока на Кубе

- Organopónicos[англ.] или органопоника (см. гидропоника) — система городского сельского хозяйства с использованием органических садов. Органопоника — это трудоемкая форма кубинского сельского хозяйства, она возникла на Кубе и до сих пор в основном сосредоточена там. Он часто состоит из низких бетонных стен, заполненных органическим веществом и почвой, с линиями капельного орошения, проложенными по поверхности питательной среды.

## Животноводство
Животноводство Кубы:
До начала XVII века основной формой землевладения являлись крупные скотоводческие хозяйства (вывоз в Испанию сахара, а несколько позднее — и табака, начинается только с начала XVII века).
В середине XVIII века начинается процесс дробления скотоводческих латифундий, на месте которых возникают сахарные и табачные плантации, окончательно складывается класс землевладельцев-креолов.
По переписи 1792 года, на Кубе насчитывалось 399 крупных скотоводческих ферм.
В конце XVIII века на Кубе имелось 339 крупных скотоводческих ферм.[уточнить]
17 мая 1959 года был принят закон об аграрной реформе, в соответствии с которой была произведена национализация земель, находившихся в иностранной собственности, установлен максимальный объём частной собственности на землю — 1350 акров для скотоводческих хозяйств и 1000 акров (30 кабальерий, или 402 га) — для всех остальных категорий хозяйств. 
В 1960-е годы начались механизация сельского хозяйства, развитие свиноводства и была создана новая отрасль экономики — пресноводное рыбоводство.
Кроме того, была начата правительственная программа по созданию молочного скотоводства. В середине 1967 года началось создание пояса «Зелёный кордон» вокруг Гаваны, в виде подковы, обращённой к морю, в котором были основаны питомники кофе и кофейные плантации, одновременно на юге страны были созданы первые молочно-скотоводческие фермы.
- Молочное скотоводство на Кубе
- Свиноводство на Кубе
- Птицеводство на Кубе
- Пчеловодство на Кубе

## Рыболовство и рыбоводство
- Рыболовство на Кубе
- Пресноводное рыбоводство на Кубе